# Nueva Zelanda en la Copa Mundial de Rugby de 2023
Los All Blacks fueron una de las 20 naciones participantes de la Copa Mundial de Rugby de 2023, que se realizó en Francia por segunda vez.
Nueva Zelanda llegó a su décima participación, siendo campeona de todas las ediciones de The Rugby Championship en la década actual y siempre una favorita al título. Pese a empezar cayendo ante Les Bleus, se recuperaron inmediatamente y alcanzaron el subcampeonato.

## Preparación
Tras la victoria invicta en The Rugby Championship 2023, los All Blacks jugaron sólo dos pruebas de preparación en agosto.
Iniciaron con la disputa de la Copa Bledisloe, venciendo 23–20 a unos renovados Wallabies y ganaron el título.
La última fue en el británico Estadio de Twickenham, donde brindaron un superclásico contra los Springboks y sufrieron la derrota más abultada de su historia, perdiendo 7–35 para un margen de 28 puntos.

## Plantel
Foster (58 años) tuvo como asistentes a Jason Ryan (entrenador de forwards) y Joe Schmidt (entrenador de ataque).
La lista definitiva se anunció el 7 de agosto. El 9 de septiembre Narawa se lesionó y fue reemplazado por Blackadder.

Formaciones de los cuartos de final.

Las pruebas corresponden hasta antes del inicio del mundial y las edades a la fecha de la Final. En negrita los rugbistas titulares.
|                        | Jugador                | Edad    | Posición      | Pruebas | Equipo                |
| ---------------------- | ---------------------- | ------- | ------------- | ------- | --------------------- |
| Hookers y Pilares      |                        |         |               |         |                       |
|                        | Dane Coles             | 36 años | Hooker        | 86      | Hurricanes            |
| 1                      | Ethan de Groot         | 24 años | Pilar         | 16      | Highlanders           |
|                        | Nepo Laulala           | 31 años | Pilar         | 49      | Blues                 |
| 3                      | Tyrel Lomax            | 27 años | Pilar         | 26      | Hurricanes            |
|                        | Fletcher Newell        | 23 años | Pilar         | 7       | Crusaders             |
|                        | Samisoni Taukei'aho    | 26 años | Hooker        | 27      | Chiefs                |
| 2                      | Codie Taylor           | 32 años | Hooker        | 79      | Crusaders             |
|                        | Ofa Tu'ungafasi        | 31 años | Pilar         | 53      | Blues                 |
|                        | Tamaiti Williams       | 23 años | Pilar         | 2       | Crusaders             |
| Segundas líneas        |                        |         |               |         |                       |
| 5                      | Scott Barrett          | 29 años | Segunda línea | 61      | Crusaders             |
| 4                      | Brodie Retallick       | 32 años | Segunda línea | 103     | Chiefs                |
|                        | Tupou Vaa'i            | 23 años | Segunda línea | 21      | Chiefs                |
|                        | Sam Whitelock          | 35 años | Segunda línea | 145     | Section Paloise       |
| Alas y Octavos         |                        |         |               |         |                       |
|                        | Ethan Blackadder       | 28 años | Ala           | 9       | Crusaders             |
| 7                      | Sam Cane               | 31 años | Ala           | 89      | Chiefs                |
| 6                      | Shannon Frizell        | 29 años | Ala           | 28      | Highlanders           |
|                        | Luke Jacobson          | 26 años | Octavo        | 14      | Chiefs                |
|                        | Dalton Papalii         | 26 años | Ala           | 25      | Blues                 |
| 8                      | Ardie Savea            | 30 años | Octavo        | 74      | Hurricanes            |
| Medios scrums          |                        |         |               |         |                       |
|                        | Finlay Christie        | 28 años | Medio scrum   | 17      | Blues                 |
|                        | Cam Roigard            | 22 años | Medio scrum   | 1       | Hurricanes            |
| 9                      | Aaron Smith            | 34 años | Medio scrum   | 118     | Highlanders           |
| Aperturas y Centros    |                        |         |               |         |                       |
| 12                     | Jordie Barrett         | 26 años | Centro        | 51      | Hurricanes            |
|                        | David Havili           | 28 años | Centro        | 25      | Crusaders             |
| 13                     | Rieko Ioane            | 26 años | Centro        | 62      | Blues                 |
|                        | Anton Lienert-Brown    | 28 años | Centro        | 62      | Chiefs                |
|                        | Damian McKenzie        | 28 años | Apertura      | 42      | Chiefs                |
| 10                     | Richie Mo'unga         | 29 años | Apertura      | 48      | Crusaders             |
| Fullbacks y Wings      |                        |         |               |         |                       |
| 15                     | Beauden Barrett        | 32 años | Fullback      | 115     | Blues                 |
|                        | Caleb Clarke           | 24 años | Wing          | 18      | Blues                 |
|                        | Leicester Fainga'anuku | 24 años | Wing          | 3       | Rugby Club Toulonnais |
| 14                     | Will Jordan            | 25 años | Wing          | 24      | Crusaders             |
|                        | Emoni Narawa           | 24 años | Wing          | 1       | Chiefs                |
| 11                     | Mark Telea             | 26 años | Fullback      | 4       | Blues                 |
| Entrenador: Ian Foster |                        |         |               |         |                       |

## Participación

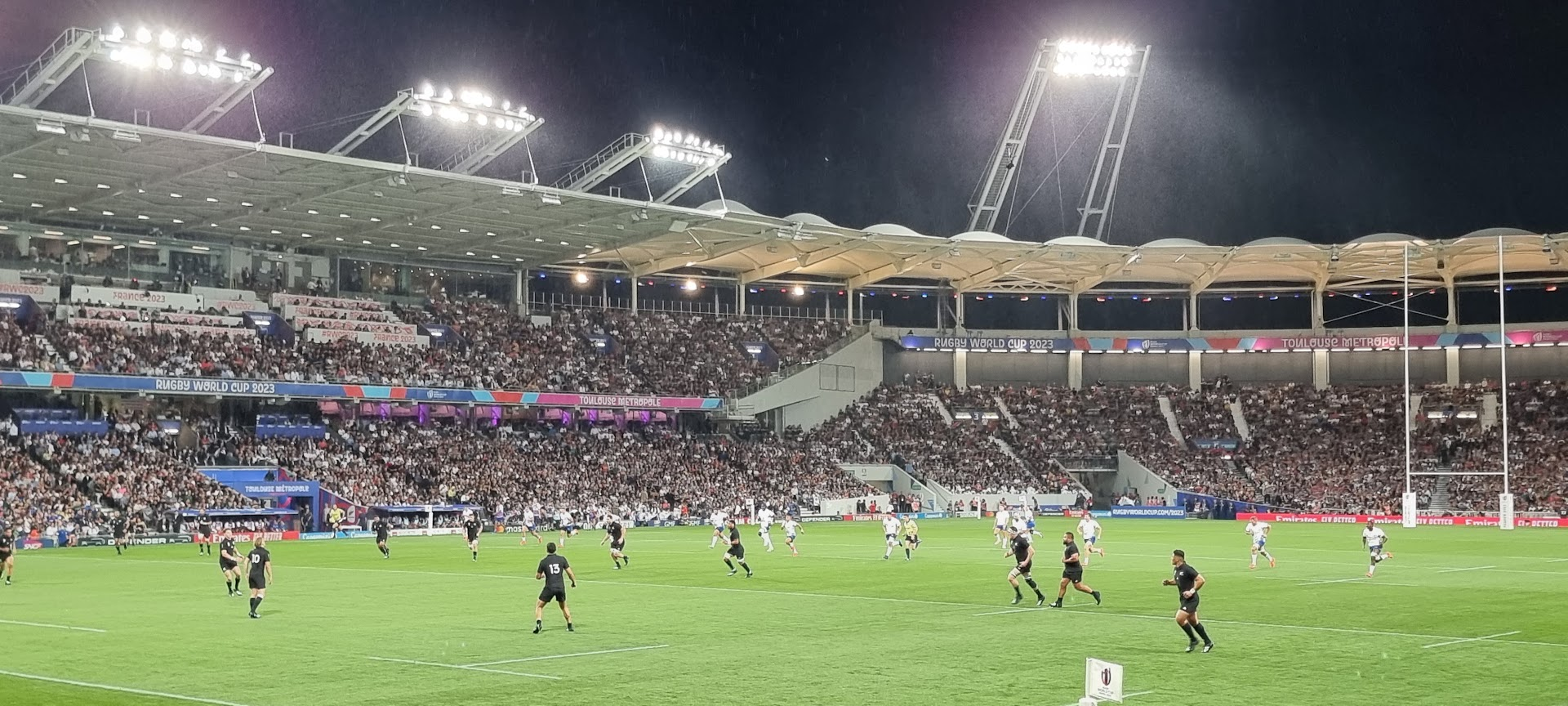
Ante Namibia en el Stadium de Toulouse.

Nueva Zelanda tuvo su campamento base en Lyon e integró el grupo A junto a los candidatos Les Bleus, la africana Namibia, la europea Azzurri y la sudamericana Uruguay. Clasificó a la Fase final como segunda, tras caer ante Francia y vencer a todas las demás.
El debut y prueba clave que definió al ganador del grupo, sucedió ante Les Bleus del técnico Fabien Galthié y los rugbistas: Uini Atonio, Thibaud Flament, Grégory Alldritt, el capitán Antoine Dupont, Gaël Fickou y la estrella Damian Penaud. El local acertó más en las decisiones de los backs y se impuso 27–13 en un partidazo.

### Fase final
En los cuartos de final se cruzarán al Trébol, ganador del Grupo B; que venció a los Springboks, es dirigida por el inglés Andy Farrell y formada con Tadhg Furlong, Iain Henderson, la estrella Josh van der Flier, Jamison Gibson-Park, el capitán Jonathan Sexton y Hugo Keenan. En uno de los mejores partidos de la historia de la Copa Mundial, los neozelandeses ganaron dramáticamente 28–24.
La semifinal los enfrentó a los Pumas, del entrenador australiano Michael Cheika y los alineados Julián Montoya (capitán), Tomás Lavanini, la estrella Marcos Kremer, Gonzalo Bertranou, Santiago Carreras y Emiliano Boffelli. Unos inspirados kiwis desplegaron todo su nivel, marcaron siete tries y ganaron 44–6 para acceder a su quinta final.

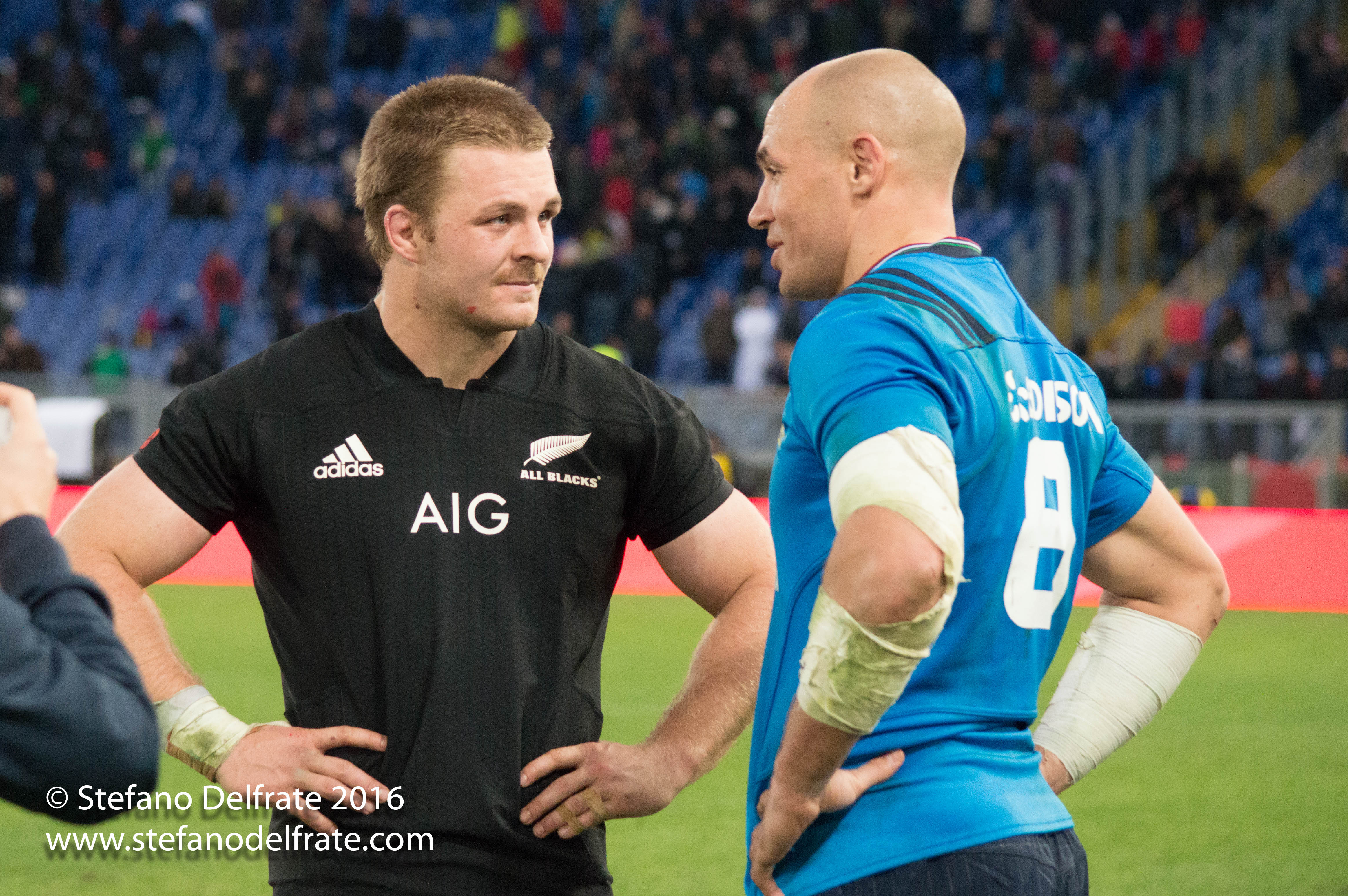
El capitán, Sam Cane, fue expulsado en la Final.

### Final
Jugaron la final contra los Springboks, brindando el más importante superclásico de la historia, repitiendo la Final del Mundial de 1995 pero esta vez en la profesionalidad. Su rival llegó tras eliminar al Cardo y caer ante Irlanda en el Grupo B, eliminar a Les Bleus en los cuartos y a Inglaterra en las semifinales.
El técnico africano Jacques Nienaber diagramó: Bongi Mbonambi, Eben Etzebeth, el capitán Siya Kolisi, Faf de Klerk, la estrella Handré Pollard y Cheslin Kolbe. En un partidazo donde los tackles brillaron, los neozelandeses estuvieron diezmados con un hombre menos por la expulsión de Cane y cayeron 12–11 apretadísimamente.

## Legado
Fue el último mundial de Beauden Barrett, Coles, Retallick, Smith, Taylor y Whitelock. El técnico Foster terminó su contrato y fue sucedido por Scott Robertson.
| Predecesor: Japón 2019 | Nueva Zelanda en la Copa Mundial de Rugby Francia 2023 | Sucesor: Australia 2027 |